# Кобыловолоки
Кобыловолоки (укр. Кобиловолоки) — село в Теребовлянской городской общине Тернопольского района Тернопольской области Украины.
Население по переписи 2001 года составляло 1592 человека. Занимает площадь 6,227 км². Почтовый индекс — 48164. Телефонный код — 3551.

## История
С 1964 по 1990 г. носило название Жовтневое.
До 2020 года входило в Теребовлянский район.